# Meier Spanier

Meier Spanier (1907)

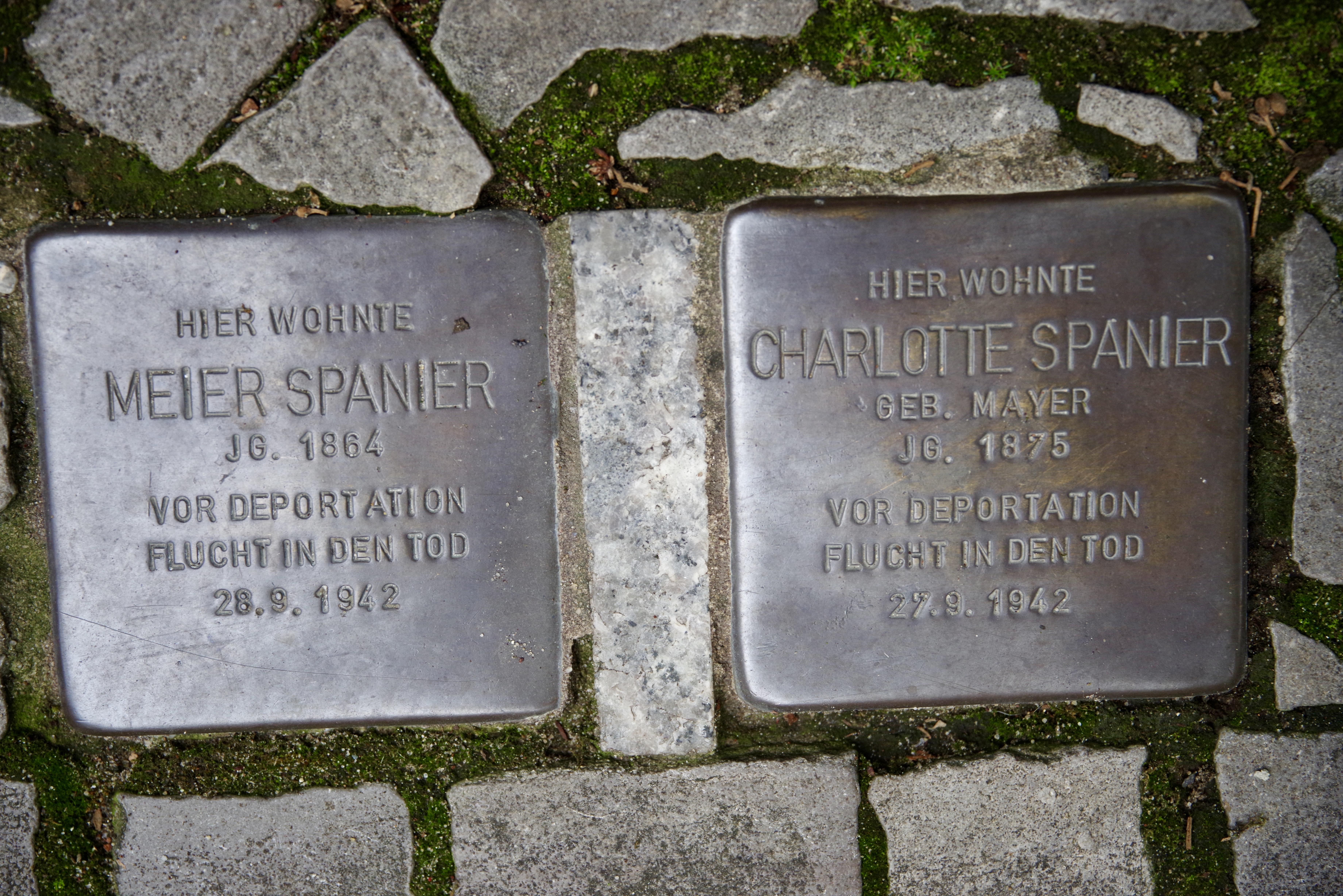
Stolpersteine für Charlotte und Meier Spanier vor dem Haus Jenaer Straße 20, in Berlin-Wilmersdorf

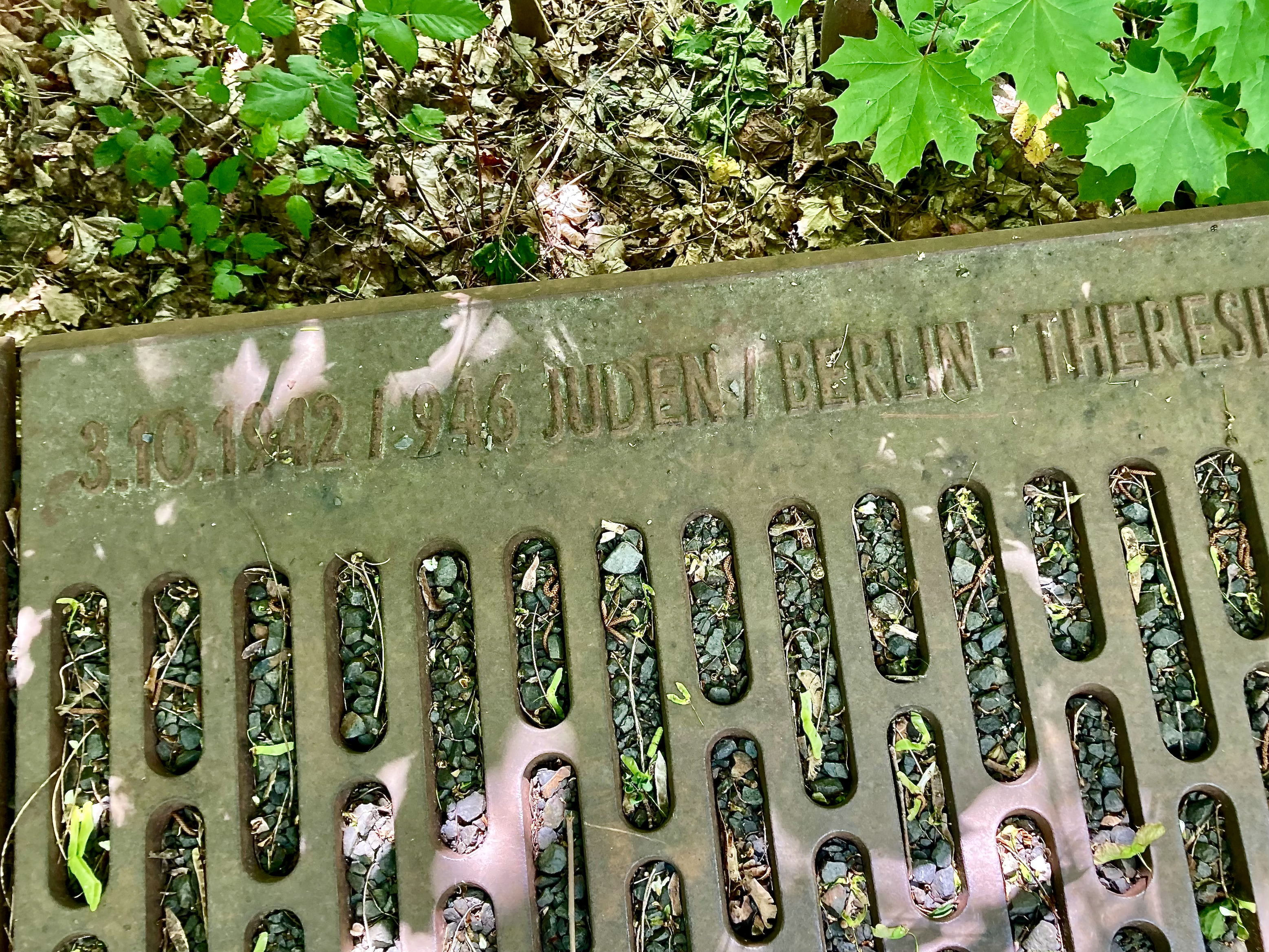
Gedenkplatte am Gleis 17 am Bahnhof Berlin-Grunewald

Meier Spanier (* 1. November 1864 in Wunstorf; † 28. September 1942 in Berlin) war ein deutscher Pädagoge und Germanist.

## Leben

### Jugend und Ausbildung
Meier Spanier, 1864 als Sohn des eingesessenen Klempnermeisters Leser Spanier (1821–1889) und seiner Ehefrau Elise geb. Meyer (1815–1905) aus dem niedersächsischen Landjudentum geboren, besuchte die einklassige jüdische Schule in Wunstorf. Sein 11 Jahre älterer Bruder war der Pädagoge und Autor Moritz Spanier. Die beiden Brüder hatten drei Schwestern. Seine Jugend schildert er später als „glücklich“.

„Daß meine Familie nun 260 Jahre in dem hannoverschen Städtchen gehaust hat, begründet zur Genüge die Verbundenheit mit der Heimat.“

Der Ortspfarrer der Gemeinde erkannte ihn als besonders begabten Jungen und schlug vor, ihn auf die jüdische Lehrerbildungsanstalt in Hannover zu schicken. Hier legte er 1884 die erste und 1886 die zweite Lehrerprüfung ab. Es folgten 1890 die Mittelschullehrerprüfung für Französisch und Latein sowie 1891 die Rektoratsprüfung. Zum Sommersemester desselben Jahres immatrikulierte sich der nunmehr 26-Jährige an der Universität Heidelberg, um Philosophie sowie Deutsche Sprache und Literatur zu studieren. Mit der Abhandlung „Über Murners Narrenbeschwörung und Schelmenzunft“ wurde er 1894 promoviert. 

### Wirken
Nach seiner Promotion unterrichtete er an der privaten, von Jakob Loewenberg geleiteten höheren Töchterschule in Hamburg. In dieser Zeit knüpfte er enge Freundschaften zu Detlev von Liliencron und Alfred Lichtwark. Von 1900 bis 1911 war Spanier der Leiter des Lehrerseminars der Marks-Haindorf-Stiftung in Münster. Die Stiftung vertrat als Leitsatz genau die Ansicht, die Spanier zeit seines Lebens auch unterstützte: die „geeinte Zwienatur“ des deutschen Judentums erkennen, als patriotischer Deutscher und königstreuer Preuße sich in die Gesellschaft integrieren und dennoch die jüdische Tradition fortführen. Dieses Anliegen schlug sich auch in der Rede Spaniers zum 75-jährigen Bestehen der Marks-Haindorf-Stiftung nieder, in der er Jakob Loewenberg zitierte:
Ihr könnt mir das Gefühl nicht rauben,

das freudigstolz die Brust mir schwellt;

Trotz euer: Deutschland über alles,

Ja, über alles in der Welt.
Nach 1911 fungierte er bis zu seiner Pensionierung als Rektor der Mädchenschule und 1921–1930 als Rektor der Mädchenmittelschule der jüdischen Gemeinde Berlin. In dieser Zeit veröffentlichte er einige durchaus beachtete Werke über germanistische und kunstpädagogische Themen.
Als Leo Baeck 1940 nach Emigration eines Großteils der Lehrer an der Lehranstalt für die Wissenschaft des Judentums neue Dozenten unter pensionierten Gelehrten in Berlin suchte,
wurde auch Meier Spanier noch einmal als Lehrer aktiv. Im Mai 1941 wurden Meier Spanier und seine Frau Charlotte in einem „Judenhaus“ in der Jenaer Straße 20 zur Untermiete eingewiesen. Gegen Ende
des Jahres zogen die beiden auf Vermittlung des befreundeten Literaturwissenschaftlers Ernst Grumach in die Schlüterstraße 53. 

## Tod
Um ihrer bevorstehenden Deportation zu entgehen, nahm sich das Ehepaar das Leben, – „one of the most shocking experiences I remember“, wie Ernst
Grumach später schrieb. Die fragliche Deportation könnte der Transport vom 3. Oktober 1942 vom Bahnhof Berlin-Grunewald, Gleis 17, ins Ghetto Theresienstadt gewesen sein.
Die Kultusvereinigung Berlin legte am 1. Oktober 1942 eine „Zählkarte für Sterbefall“ für den am 28. September 1942 verstorbenen Dr. Spanier, Meier an mit der „bisherigen Adresse“: Chlg 4, Schlüterstr. 53 b / Bloch. Auf einer entsprechenden Sterbekarte für Charlotte ist die gleiche Anschrift und als Todesdatum der 27. September 1942 eingetragen. Am 9. Oktober wurden sie auf dem Jüdischen Friedhof Weißensee im Beisein des Rabbiners und Vertrauten Dr. Leo Baeck beigesetzt in der Abt. I, Feld 1, Reihe 5.

## Nachlass
Aufgrund von Recherchen der Staats- und Universitätsbibliothek Hamburg liegt die Vermutung nahe, dass Meier Spanier 1941 einen Notverkauf an die Berliner Autographenhandlung J.A. Stargardt von 150 Autographen und Manuskripten tätigte, als er seine Wohnung aufgeben musste. Möglicherweise wurde der Nachlass sogar direkt beschlagnahmt. Für das Konvolut steht nach Bewertung der SUB Hamburg, die sich um Restitution bemüht, „ein NS-verfolgungsbedingter Entzug zweifelsfrei fest“.

## Werke
- Thomas Murners Narrenbeschwörung (Text und Bilder der ersten Ausgabe). Mit Einleitung, Anmerkungen und Glossar. Halle, 1894 (online bei Google Books).
- Vom Alten und Modernen Sturm und Drang. Berlin, 1896.
- Künstlerischer Bilderschmuck für Schulen. Leipzig, 1897.
- Gustav Falke als Lyriker. Eine Auswahl aus seinen Dichtungen mit einer Einleitung. [Hamburgische Liebhaberbibliothek]. Hamburg, Selbstverlag, 1900.
- Die Wunstorfer Spanier. In: Jahrbuch für jüdische Geschichte und Literatur. 30. Band (1937), S. 187–203. Compact Memory
- Erinnerungen, Auszug, in: Monika Richarz (Hrsg.): Jüdisches Leben in Deutschland. Band 1: Selbstzeugnisse zur Sozialgeschichte 1780–1871. Stuttgart : DVA, 1979, S. 202–212

## Würdigung
Im Jahr 2002 beschloss der Wunstorfer Stadtrat, durch die Benennung einer Dr.-Meier-Spanier-Straße im Süden der Stadt an Meier Spanier zu erinnert.